# Emiliana Santoli
Emiliana Santoli (Bolognano, 25 aprile 1941) è una politica italiana.

## Biografia
Fin dall'età scolare si trasferisce a La Spezia dove frequenta le scuole elementari e medie. A Pescara si diploma all'Istituto Magistrale.
Nel 1960 inizia la sua formazione politica frequentando le scuole del Partito Comunista Italiano di Bologna e Roma. A 21 anni si trasferisce a Lerici, dove esercita la sua professione di insegnante alle scuole elementari.
Contemporaneamente consegue a Genova tre diplomi universitari specializzandosi in discipline relative al mondo dell'handicap. Per molti anni si dedica al volontariato e, in tale ambito, si scontra in lunghe battaglie culturali per l'abolizione delle classi differenziali e per l'inserimento dei portatori di handicap nelle istituzioni scolastiche.
Attiva sindacalmente nella CGIL, dal 1982 al 1983 fa parte della segreteria provinciale della Camera del Lavoro di La Spezia. Dal 1985 al 1993 è assessore alla Pubblica Istruzione del comune di La Spezia. Aderisce a Rifondazione Comunista, nelle cui liste è eletta nel 1996 alla Camera, subentrando come prima dei non eletti al dimissionario Lucio Manisco.
In occasione del voto di fiducia al governo Prodi I dell'ottobre 1998, sebbene malata, non fa mancare il suo appoggio all'esecutivo, che però cade. Pochi giorni dopo aderisce al Partito dei Comunisti Italiani. Termina il proprio mandato parlamentare nel 2001.
A Levanto, dove risiede, si occupa del centro infanzia che ha contribuito a fondare: ad essa ha donato circa 500 esemplari di grande valore storico al museo Archeologico di Lerici.